# Eurystyles lorenzii
Eurystyles lorenzii es una especie de orquídea de hábito epífita de la subfamilia Orchidoideae. Se encuentra en Brasil.

## Descripción
Es una orquídea de pequeño tamaño que prefiere el clima cálido. Tiene hábitos epífitos,  creciendo desde una roseta con  2 a 4 hojas de color verde claro, brillantes, alargada-ovales y agudas. Florece en el verano en una inflorescencia colgante de 2 cm de largo, densamente pilosa, con 1 a 2 flores.

## Distribución
Se encuentra en Centroamérica y Brasil en la profunda sombra de los bosques, en los troncos y ramas de árboles, con alta humedad en alturas alrededor de 1300 a 1600 metros.

## Sinonimia
- Stenoptera lorenzii Cogn. in C.F.P.von Martius & auct. suc. (eds.), Fl. Bras. 3(4): 255 (1895).
- Trachelosiphon lorenzii (Cogn.) Schltr., Beih. Bot. Centralbl. 37(2): 425 (1920).
- Pseudoeurystyles lorenzii (Cogn.) Hoehne, Arq. Bot. Estado São Paulo, n.s., f.m., 1: 130 (1944).
- Pseudoeurystyles schwackeana Hoehne, Arq. Bot. Estado São Paulo, n.s., f.m., 1: 130 (1944).[1][2][3]